# Lista de inscrições ao Oscar de melhor filme de animação em 2006
Esta é lista das inscrições ao Oscar de melhor filme de animação para a edição de 2006, sendo concedido pela primeira vez em 2002. Um longa-metragem de animação é definido pela Academia de Artes e Ciências Cinematográficas com duração de mais de 40 minutos. Três de dez filmes inscritos foram indicados, sendo Wallace & Gromit: The Curse of the Were-Rabbit o ganhador desta edição.

## Inscrições
| Filme                                          | Estúdio(s)                    | Diretor(es)                          | País(es)                     | Resultado      |
| ---------------------------------------------- | ----------------------------- | ------------------------------------ | ---------------------------- | -------------- |
| Chicken Little                                 | Walt Disney Feature Animation | Mark Dindal                          | Estados Unidos               | Não indicado   |
| Gulliver's Travel                              | Pentamedia Graphics           | Anita Udeep                          | Índia                        | Não indicado   |
| Hoodwinked!                                    | Kanbar Entertainment          | Cory Edwards Todd Edwards Tony Leech | Estados Unidos               | Não indicado   |
| Hauru no Ugoku Shiro                           | Studio Ghibli                 | Hayao Miyazaki                       | Japão                        | Indicado       |
| Madagascar                                     | DreamWorks Animation          | Eric Darnell Tom McGrath             | Estados Unidos               | Não indicado   |
| Robots                                         | Blue Sky Studios              | Chris Wedge                          | Estados Unidos               | Não indicado   |
| Steamboy                                       | Sunrise                       | Katsuhiro Otomo                      | Japão                        | Não indicado   |
| Tim Burton's Corpse Bride                      | Tim Burton Productions Laika  | Mike Johnson Tim Burton              | Estados Unidos               | Indicado       |
| Valiant                                        | Vanguard Animation            | Gary Chapman                         | Reino Unido · Estados Unidos | Não indicado   |
| Wallace & Gromit: The Curse of the Were-Rabbit | Aardman Animation             | Nick Park Steve Box                  | Reino Unido                  | Ganhou o Oscar |